# Gmeinder D 100 BB
Die D 100 BB ist eine Baureihe dieselhydraulischer Rangierlokomotiven des Herstellers Gmeinder in Mosbach/Baden. Es wurden 12 Exemplare für verschiedene Kunden in Deutschland in Normalspur von 1985 bis 2000 hergestellt. Abgeleitet aus der Serie sind die drei Lokomotiven D 110 BB, die für die Steiermärkischen Landesbahnen 1999 bis 2002 geliefert wurden.

## Geschichte
Die Lokomotiven entsprechen im Wesentlichem dem Aufbau der D 75 BB, haben aber eine höhere Motorleistung und werden für den Rangier- und Übergabebetrieb eingesetzt.

### D 100 BB
Die ersten Lokomotiven entstanden 1985 für die Hohenzollerische Landesbahn mit den Nummern V 150 und V 151. 1992 folgte mit der V 152 noch eine dritte Maschine. Die Lokomotive V 150 wurde mit der inzwischen vergebenen NVR-Nummer 98 80 0580 001-2 D-SWEG 2021 abgestellt, die anderen beiden Maschinen sind an andere Betreiber vermietet.
Ein größerer Abnehmer waren die Verkehrsbetriebe Peine-Salzgitter, die von 1990 bis 2000 acht Lokomotiven erhielten, die, zum Teil vermietet an andere Betreiber, für den Übergabebetrieb verwendet werden.
Eine Lokomotive von Rheinbraun wird auf nicht elektrifizierten Strecken ihres Netzes und für Rangierarbeiten verwendet.

### D 110 BB
Abgeleitet aus der Standardtype D 100 wurde nach der Umfirmierung zur Gmeinder Lokomotiven und Maschinenfabrik GmbH die Type D 110 BB entwickelt, die im Wesentlichem für den Streckendienst und angepasst für die Steiermärkischen Landesbahnen entwickelt wurden. Es entstand 1999 die Baumusterlokomotive D4, der 2002 die Maschinen D5–D6 folgten. Eingesetzt werden die Lokomotiven für den schweren Rangier- und Übergabebetrieb. Die erstgebaute D 4 wurde 2020 wieder nach Deutschland an die Eisenbahn-Service-Gesellschaft nach Vaihingen an der Enz übergeben.

## Technik
Vom Grundaufbau und der Ausstattung entsprechen die Lokomotiven der D 75 BB. Ursprünglich waren die Loks für das Gewicht von 72 t entwickelt worden, das bis zu einem Gesamtgewicht von 100 t mit Ballast versehen werden konnte. Dementsprechend waren  die Motorleistung zwischen 700 kW und 1100 kW entsprechend unter vier verschiedenen Motortypen und Lieferanten entsprechend frei wählbar. Letzten Endes wurden hauptsächlich Motoren der MTU Friedrichshafen oder Caterpillar mit Leistungen bis zu 1500 kW verwendet.